# Amirah Vann
Amirah Vann (* 2. Juli 1978 oder im Jahr 1980 in New York) ist eine US-amerikanische Schauspielerin.

## Leben
Amirah Vann wuchs mit einer älteren Schwester im New Yorker Stadtteil Queens als Tochter eines Afroamerikaners, dessen Familie aus Georgia stammt, und einer Puerto-Ricanerin auf. Sie erhielt einen Highschoolabschluss an der Far Rockaway High School, den Bachelor of Arts an der Fordham University und den Master of Fine Arts an der Tisch School of the Arts.
Nachdem Vann verschiedene kleine Nebenrollen in Serien und Filmen gespielt und Geld als Hochzeitssängerin verdient hatte, erhielt sie eine Hauptrolle in der Serie Underground. In dieser Serie verkörperte sie die Rolle der Ernestine, einer Haussklavin in den Südstaaten, bevor der amerikanische Bürgerkrieg ausbrach. Für diese Rolle wurde Vann im Jahr 2017 als beste Nebendarstellerin in einer Dramaserie bei den NAACP Image Awards nominiert.
In der vierten Staffel übernahm Vann die Nebenrolle der Tegan Price in der Serie How to Get Away with Murder. In der fünften und sechsten Staffel gehörte sie der Hauptbesetzung der Serie an.

## Filmografie (Auswahl)
- 2013: Girls (Episode 2x06)
- 2014: Believe (Episode 1x03)
- 2014: Das grenzt an Liebe (And So It Goes)
- 2014: Mozart in the Jungle (Episode 1x03)
- 2016–2017: Underground (17 Episoden)
- 2017: Law & Order: Special Victims Unit (Episode 19x02)
- 2017: Major Crimes (4 Episoden)
- 2017–2020: How to Get Away with Murder (37 Episoden)
- 2018: Unsolved (8 Episoden)
- 2019: Queen Sugar (Episode 4x13)
- 2020: Star Trek: Picard (Episode 1x04)
- 2021–2024: Arcane (Stimme von Sevika, 7 Episoden)
- 2022: A Jazzman’s Blues
- 2022: Bull (Episode 6x18)
- 2024: Shirley